# Georges Charles Guillain

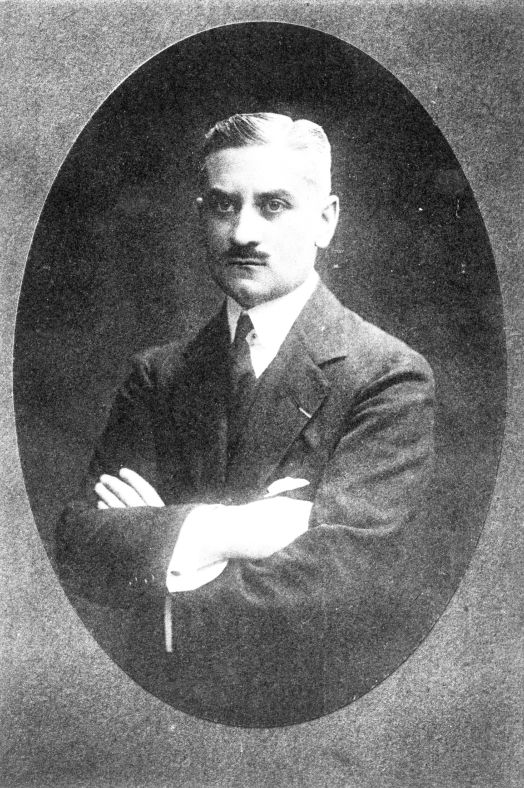
Georges Charles Guillain

Georges Charles Guillain (* 3. März 1876 in Rouen; † 29. Juni 1961 in Paris) war ein französischer Neurologe.

## Leben
Guillain studierte Medizin zunächst in seiner Heimatstadt, später in Paris. 1902 wurde er promoviert. Von 1923 bis 1947 hielt Guillain den Lehrstuhl für Neurologie am Hôpital Salpêtrière in Paris als Nachfolger seines Lehrers, des berühmten Neurologen Pierre Marie (1853–1940). 1951 wurde er Mitglied der Académie des sciences.
Er beschrieb 1916 zusammen mit Jean-Alexandre Barré und André Strohl die Polyradikulitis Guillain-Barré, die heute die wichtigste Ursache akuter Lähmungserscheinungen als Folge von Entzündungen darstellt.

## Werke
- G. Guillain, J. A. Barré, A. Strohl: Sur une syndrome de radiculo-névrite avec hypoalbuminose du liquide céphalo-rachidien sans réaction cellulaire. Remarques sur les caractères cliniques et graphiques des réflexes tendineux. In: Bull Soc Méd Hôp Paris. 40, 1916, S. 1462–1470.